# بطولة ويمبلدون
بطولة ويمبلدون لكرة المضرب هي أقدم بطولة في رياضة كرة المضرب، وتقام خلال شهري يونيو ويوليو من كل عام في منطقة ويمبلدون في العاصمة البريطانية لندن، وتستمر أحداثها لفترة أسبوعين، وتعتبر بنظر الكثير من اللاعبين أهم بطولة والفوز بها يعد شرفاً عظيماً، ولكون فترة البطولة معروفة بكثرة الأمطار التي تؤثر على برنامج المباريات وتسبب العديد من المشاكل للمنظمين والكثير من خيبات الأمل لمحبي ومتابعي كرة المضرب فقد تم صنع سقف صناعي متحرك للملعب الرئيسي لمعالجة هذه المشكلة، ومن أشهر ما يميز البطولة أنها تلزم جميع اللاعبين المشاركين بارتداء الملابس البيضاء أثناء اللعب.

## برامج البطولة
تشمل البطولة 13 برنامجاً موزعة كالتالي:
- 5 برامج للمحترفين:

فردي الرجال، فردي السيدات، زوجي الرجال، زوجي السيدات، الزوجي المختلط.
- 4 برامج للناشئين:

فردي الناشئين, فردي الناشئات, زوجي الناشئين, زوجي الناشئات.
- 4 برامج إضافية:

3 برامج للاعبين المتقاعدين وبرنامج للاعبين المعاقين على الكراسي المتحركة.

## الجوائز

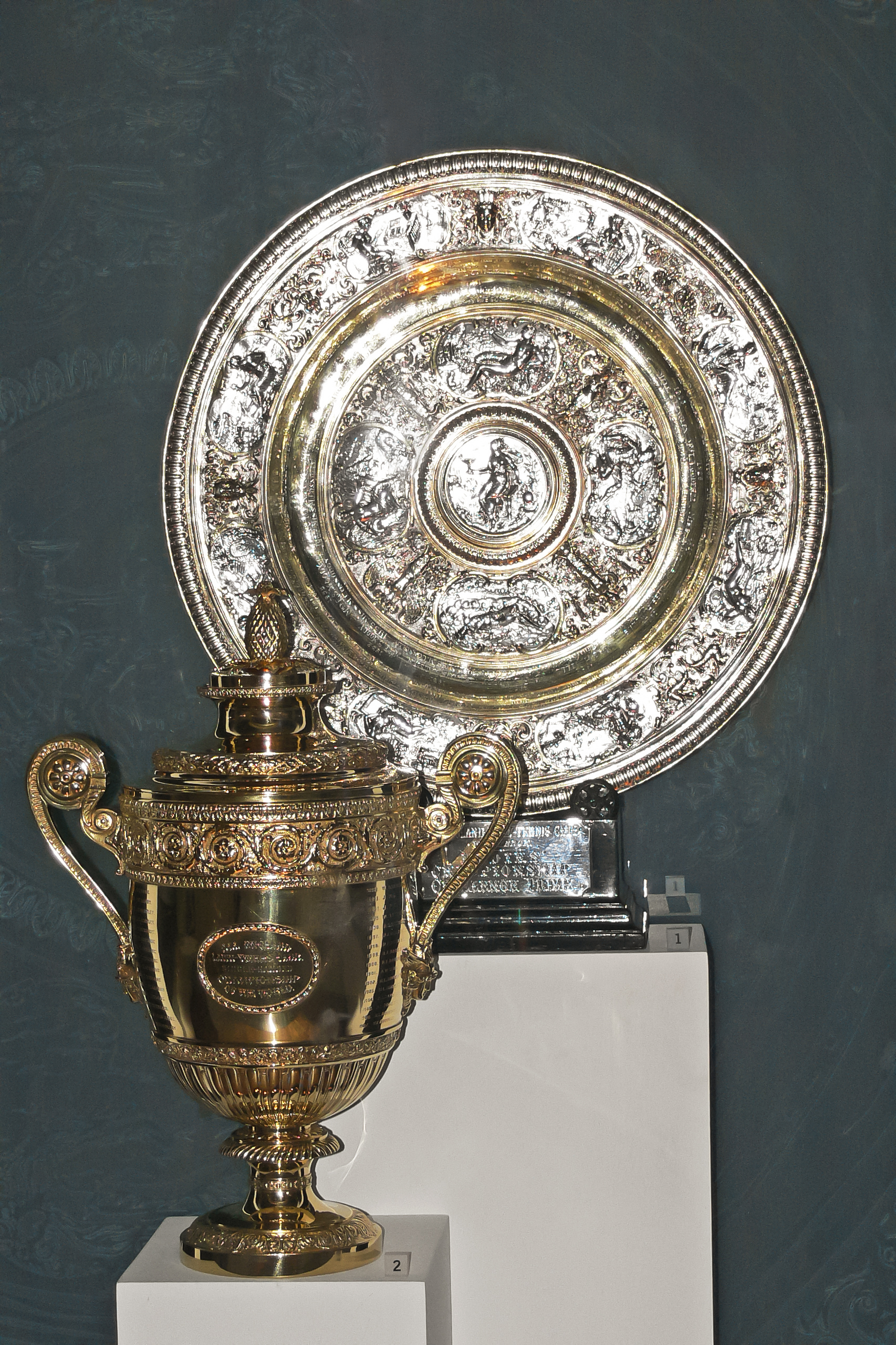
كؤوس ألقاب الفردي لبطولة ويمبلدون

### الكؤوس
- الفائز بفردي الرجال يحفر اسمه على كأس فضية (طولها 47 سنتيمتر ومحيطها 19 سنتيمتر)، ويعود تاريخ الكأس لسنة 1887 م.
- الفائزة بفردي السيدات يحفر اسمها على صحن فضيّ يطلق عليه صحن فينوس لماء الورد (محيطه 48 سنتيمتر) ومزخرف برسوم لشخصيات أسطورية.

### الجوائز المالية
توزع جوائز مالية بإجمالي قدره 12,550,000 جنيه استرليني على المتسابقين، حسب الأدوار التي وصلوا إليها على نحو متدرج، ويبين الجدول التالي بعضها حسب بطولة 2009 :
| الفائز بفردي الرجال   | 1.200.000 ألف يورو        |
| وصيف فردي الرجال      | 600,000 ألف يورو          |
| الفائزة بفردي السيدات | 850,000 ألف جنيه استرليني |
| وصيفة فردي السيدات    | 425,000 ألف جنيه استرليني |
| الفائز بزوجي الرجال   | 230,000 ألف جنيه استرليني |
| وصيف زوجي الرجال      | 115,000 ألف جنيه استرليني |
| الفائزة بزوجي السيدات | 230,000 ألف جنيه استرليني |
| وصيفة زوجي السيدات    | 115,000 ألف جنيه استرليني |
| الفائز بزوجي المختلط  | 92,000 ألف جنيه استرليني  |
| وصيف زوجي المختلط     | 46,000 ألف جنيه استرليني  |

## أرقام قياسية
| الوصف                                         | اللاعب                             | الألقاب |
| الفائز بأكبر عدد من الألقاب في فردي الرجال    | روجر فيدرير                        | 8       |
| الفائزة بأكبر عدد من الألقاب في فردي السيدات  | مارتينا نفراتيلوفا                 | 9       |
| الفائز بأكبر عدد من الألقاب في زوجي الرجال    | تود وودبريدج                       | 9       |
| الفائزة بأكبر عدد من الألقاب في زوجي السيدات  | إليزابيث ريان                      | 12      |
| الفائز بأكبر عدد من الألقاب في الزوجي المختلط | إليزابيث ريان                      | 7       |
| الفائز بأكبر عدد من الألقاب (فردي + زوجي)     | بيلي جين كينغ ، مارتينا نفراتيلوفا | 20      |

## الفائزون بألقاب ويمبلدون
- الفائزون بفردي رجال ويمبلدون.
- الفائزات بفردي سيدات ويمبلدون.
- الفائزون بزوجي رجال ويمبلدون.
- الفائزات بزوجي سيدات ويمبلدون.

## معرض الصور

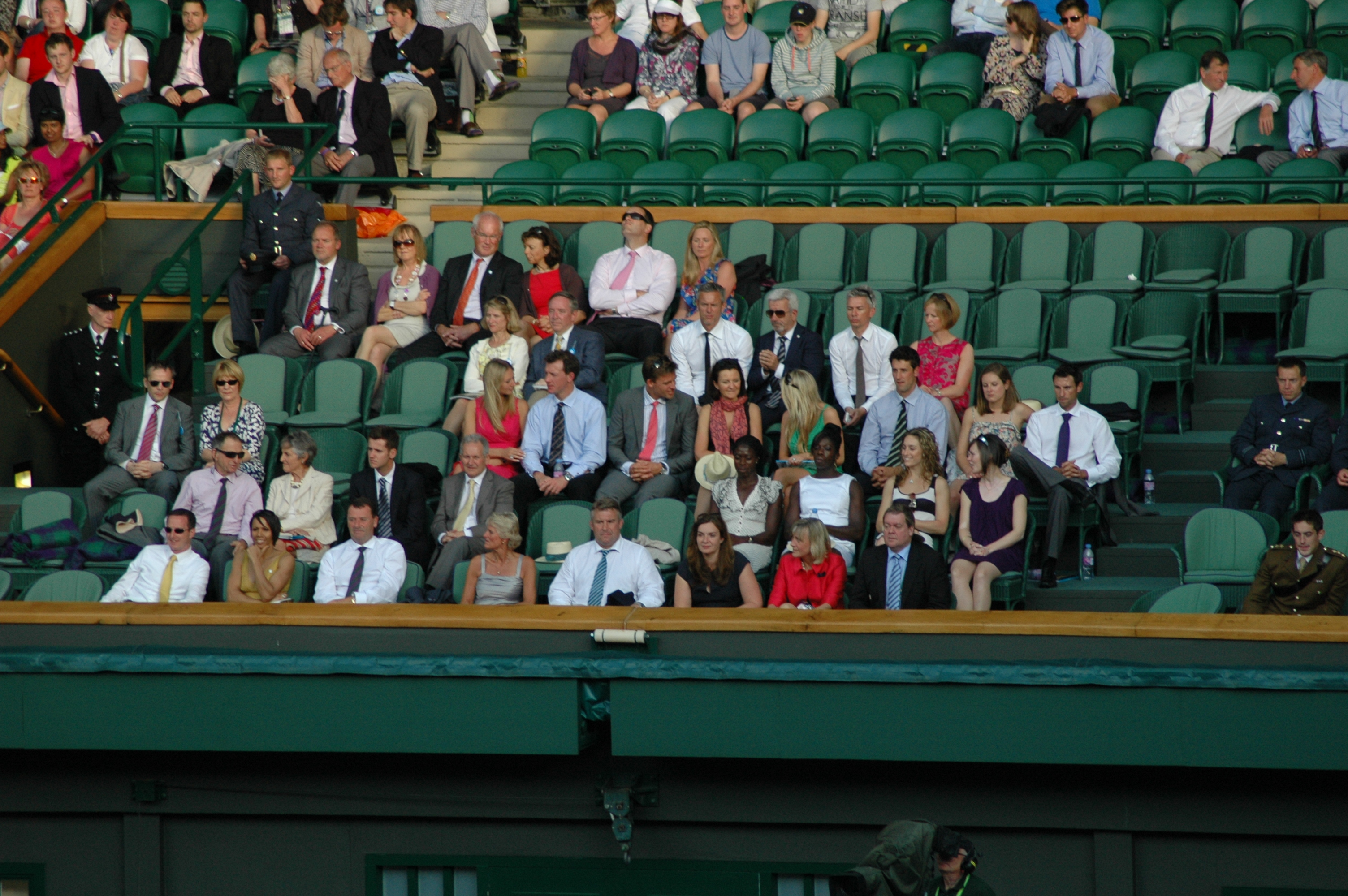
المنصة الملكي في الملعب الرئيسي، ويمبلدون
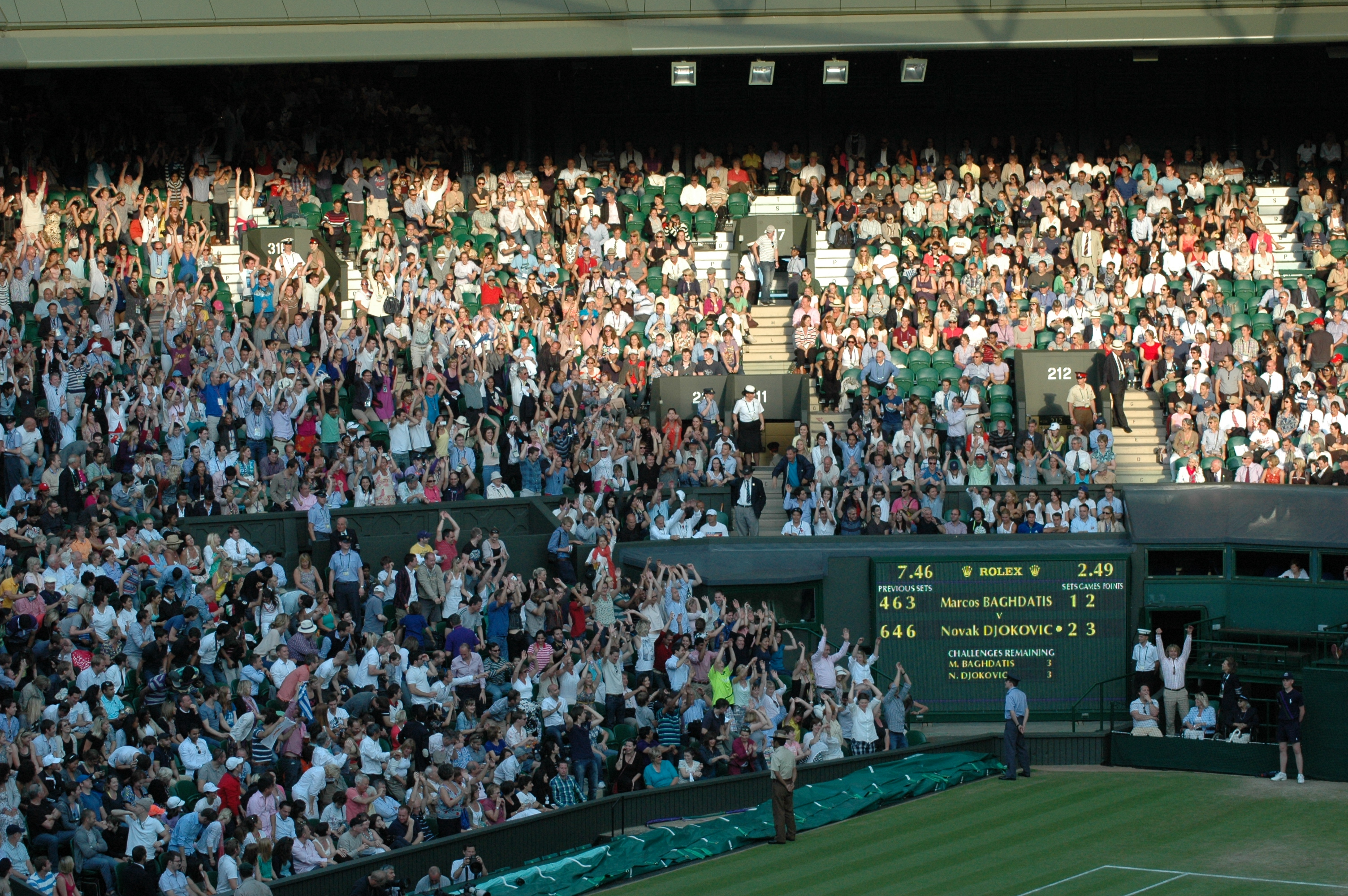
الجمهور في الملعب الرئيسي،ويمبلدون
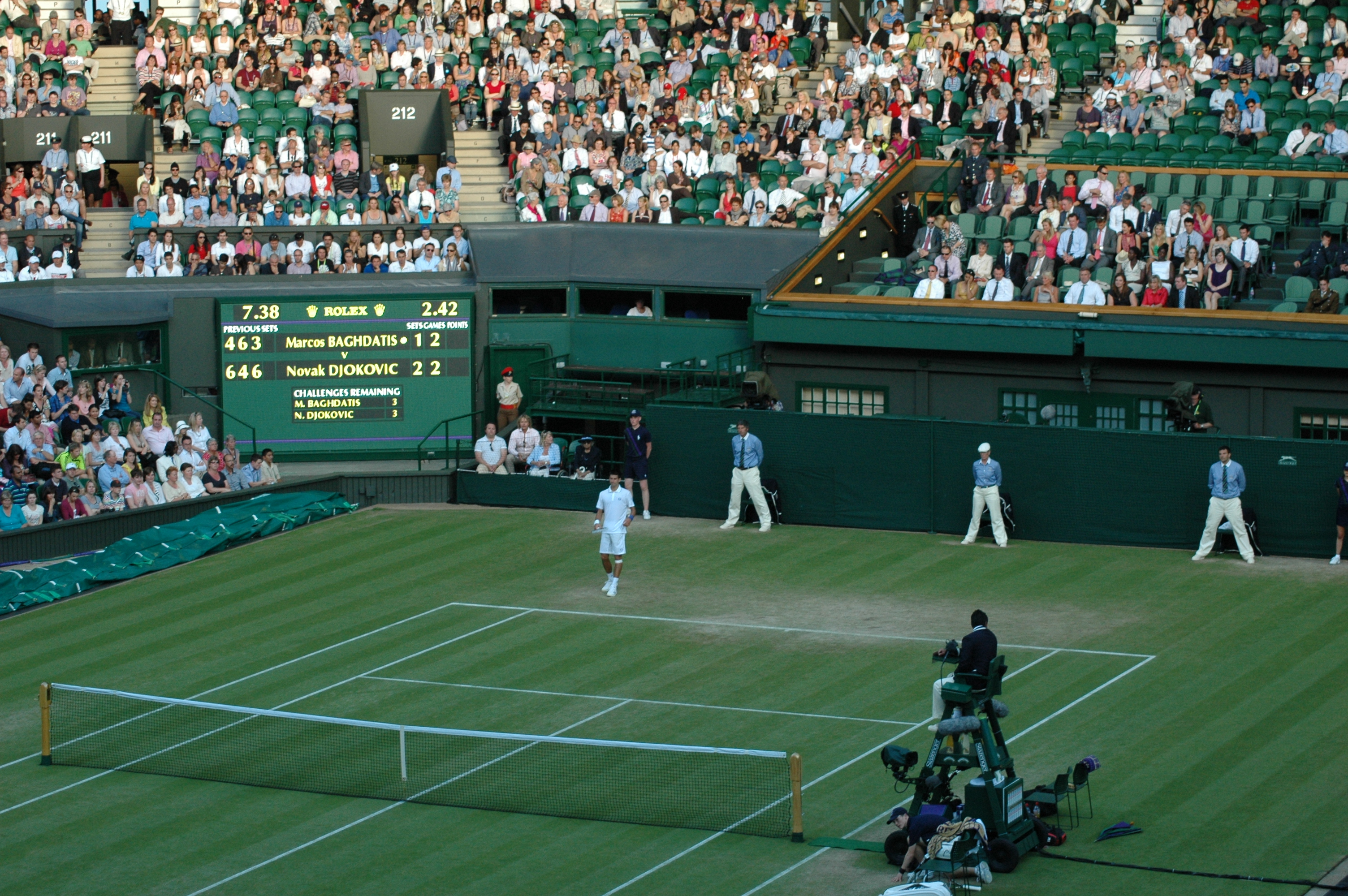
الملعب الرئيسي،ويمبلدون
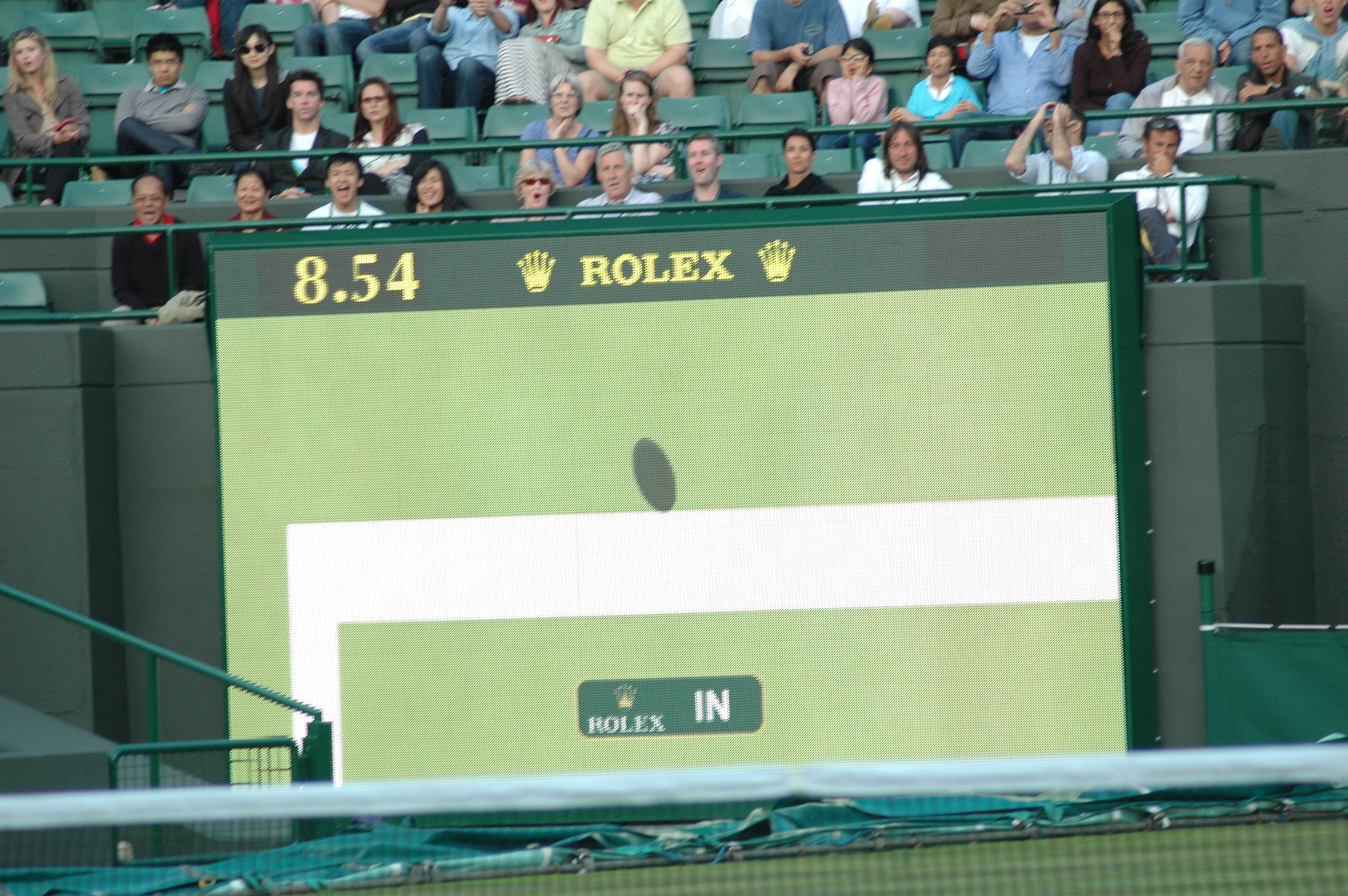
قرار الدخول والخروج بمساعدة تقنية في ويمبلدون
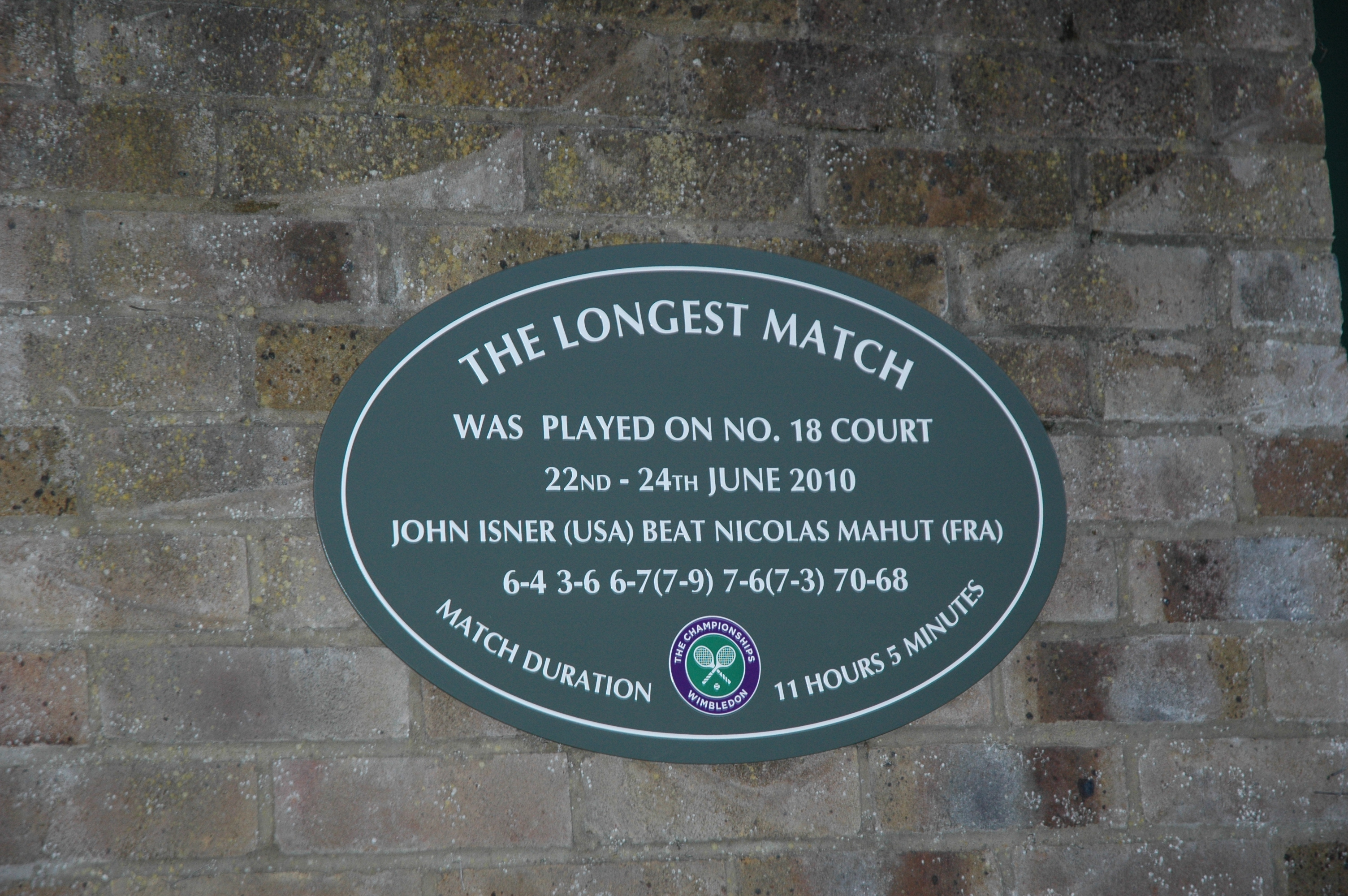
أطول مبارة في تاريخ بطولات ويمبلدون
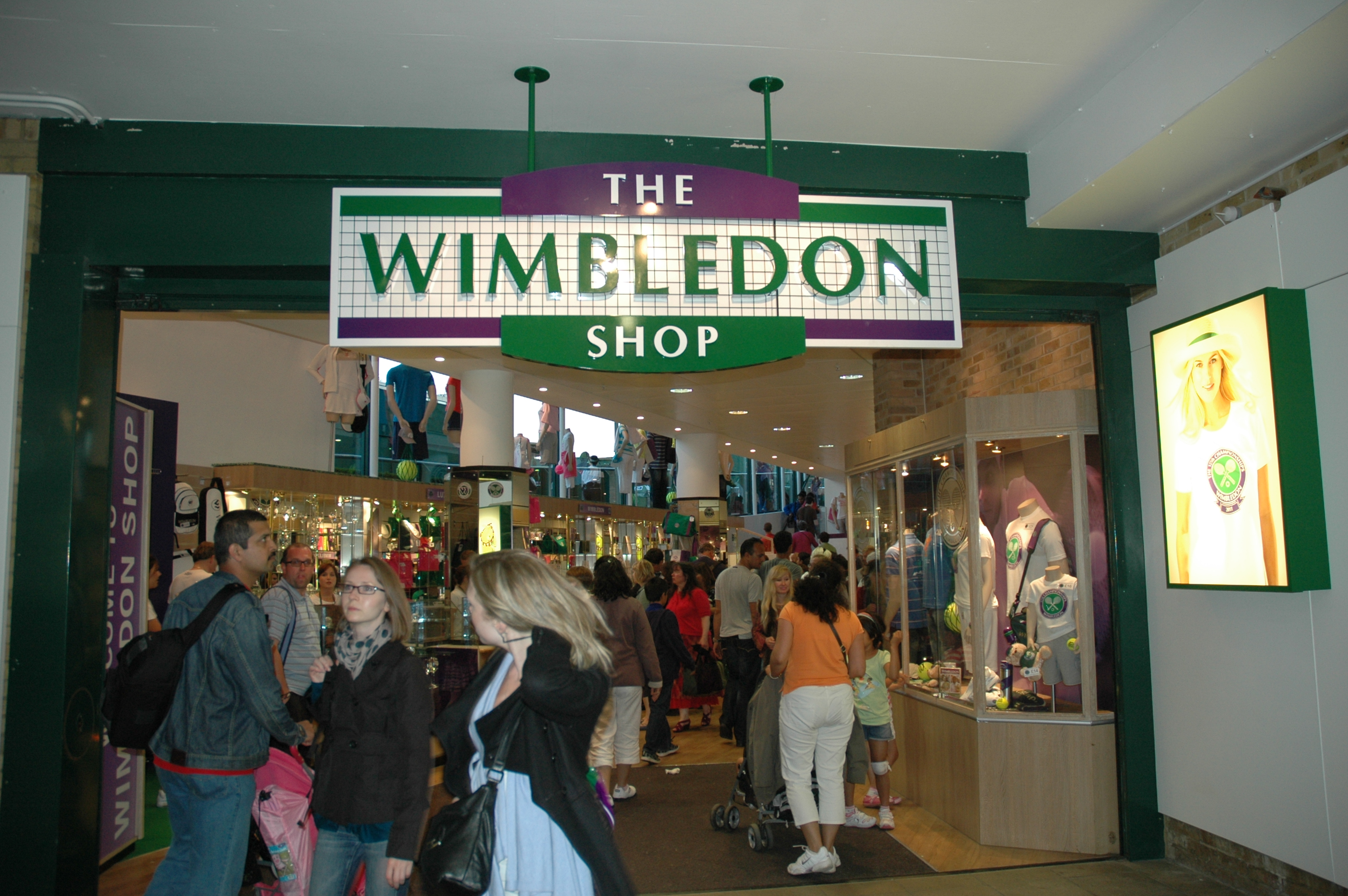
متجر ويمبلدون
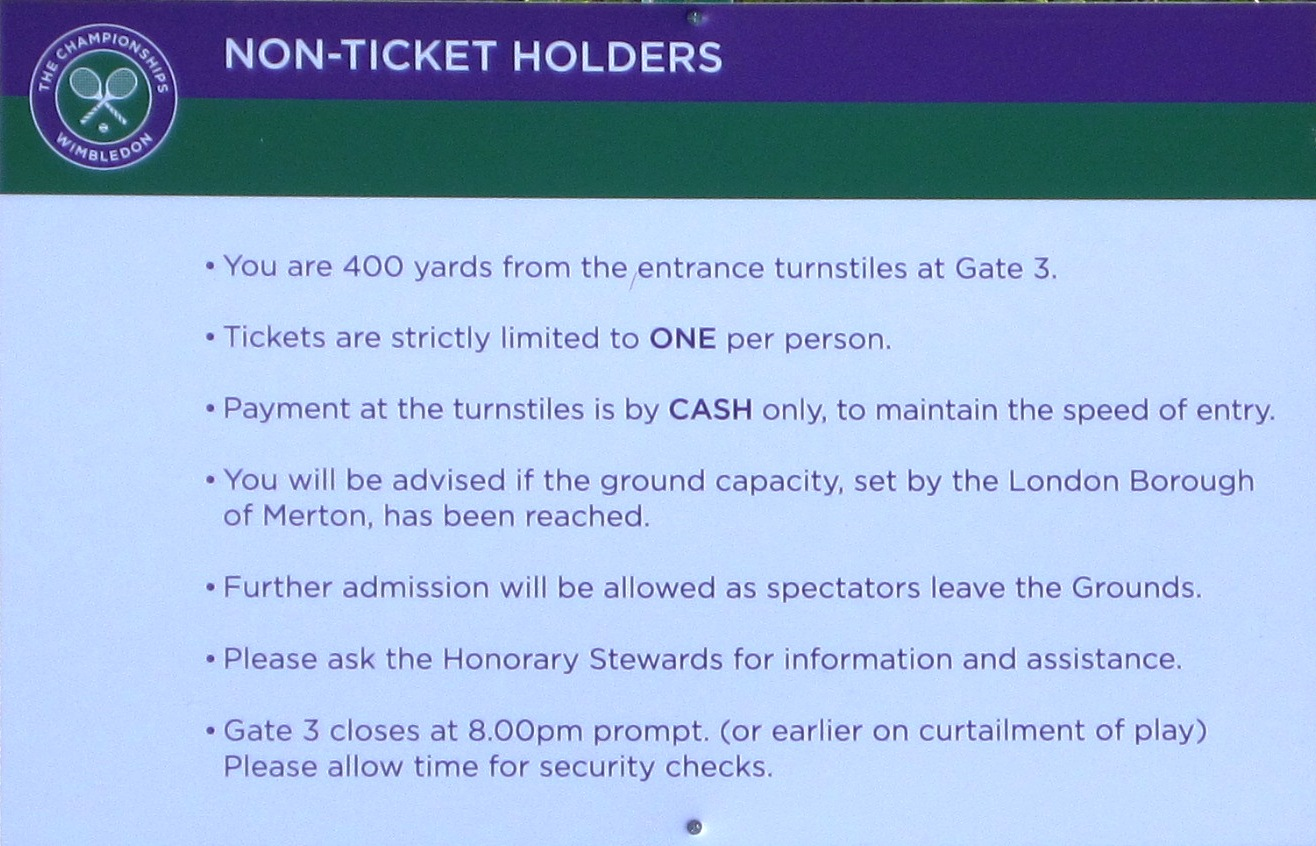
تعليمات للجمهور ممن لا يحملون تذاكر
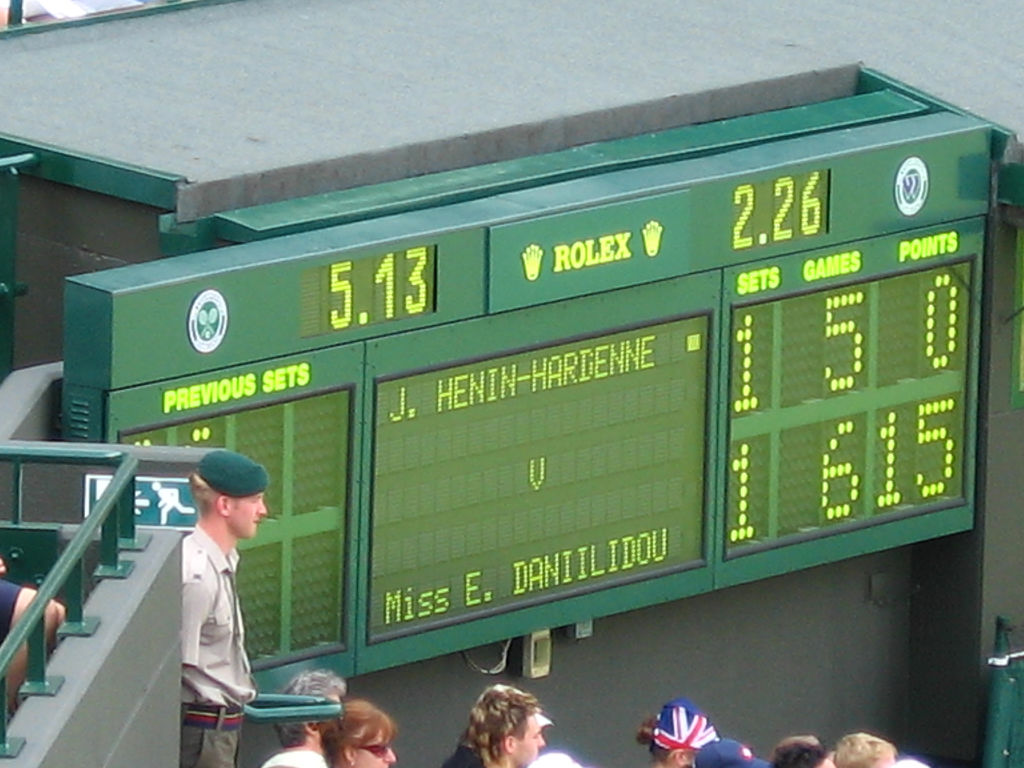
لوحة النقاط والنتائج في ويمبلدون
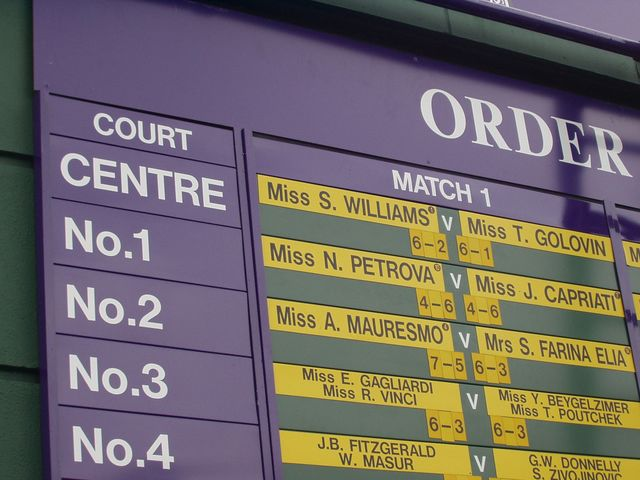
ترتيب اللعب في ويمبلدون
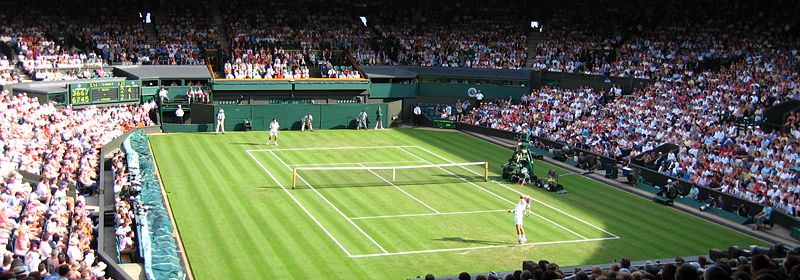
الملعب الرئيسي، ويمبلدون 1
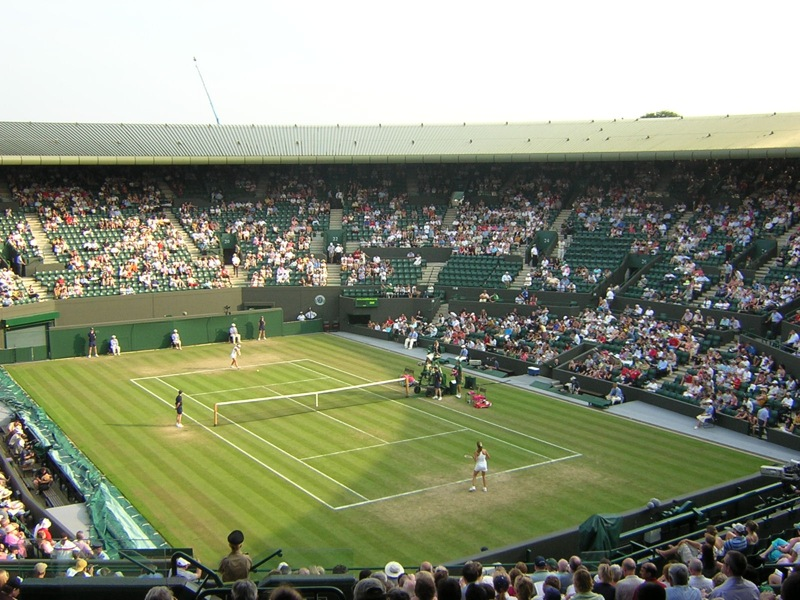
معلب ويمبلدون 1
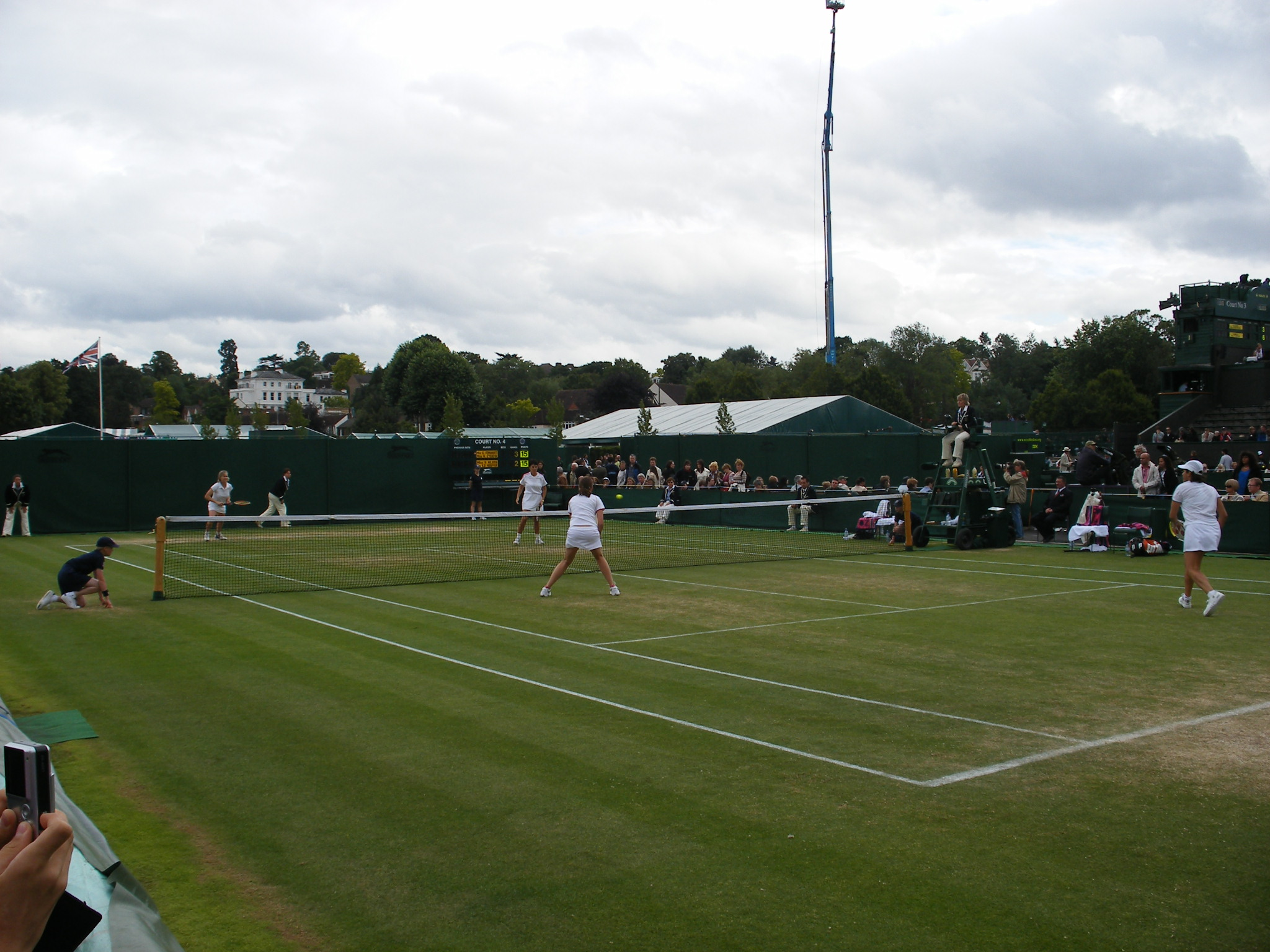
ملعب ويمبلدون 4
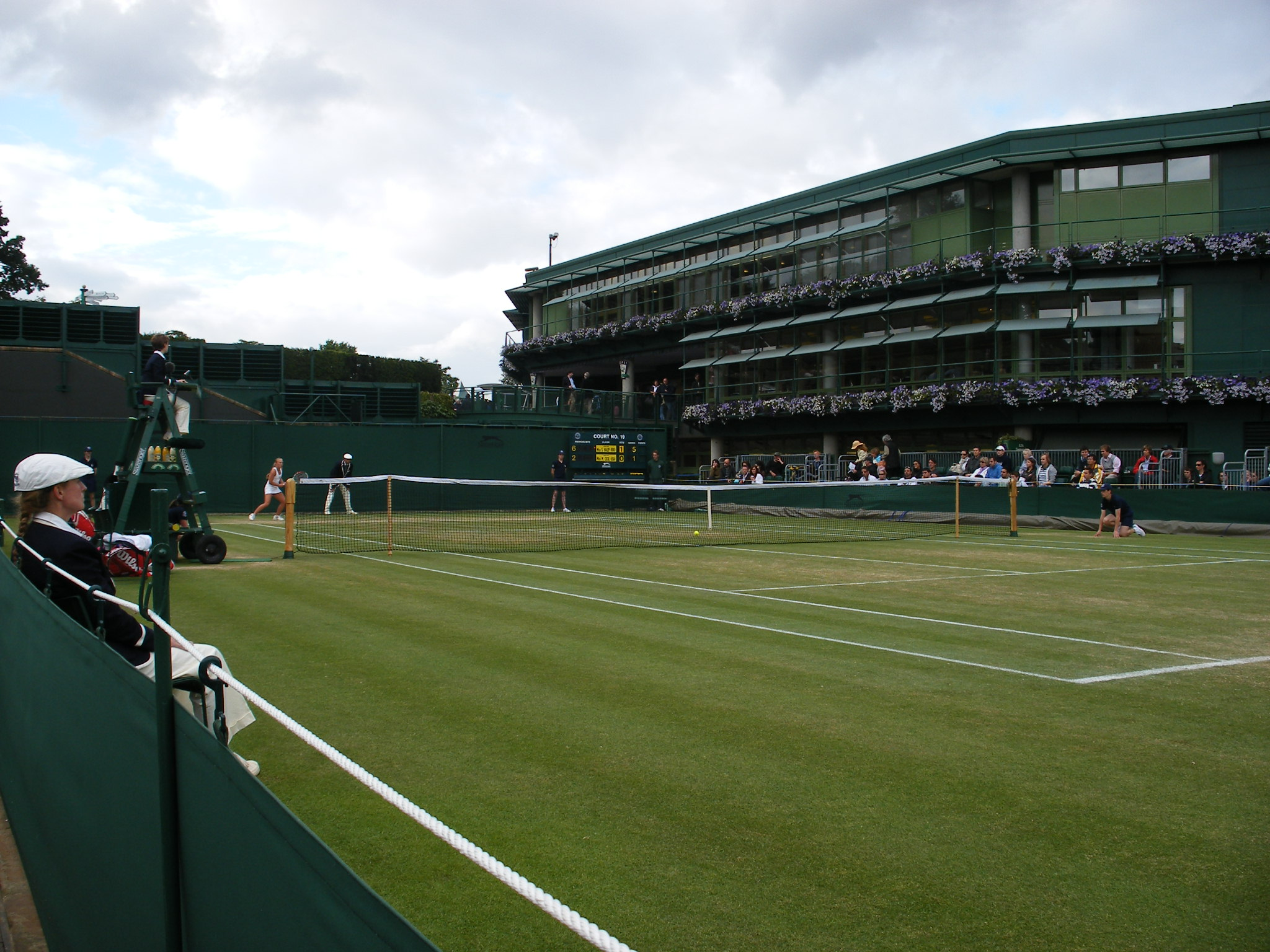
ملعب ويمبلدون 19
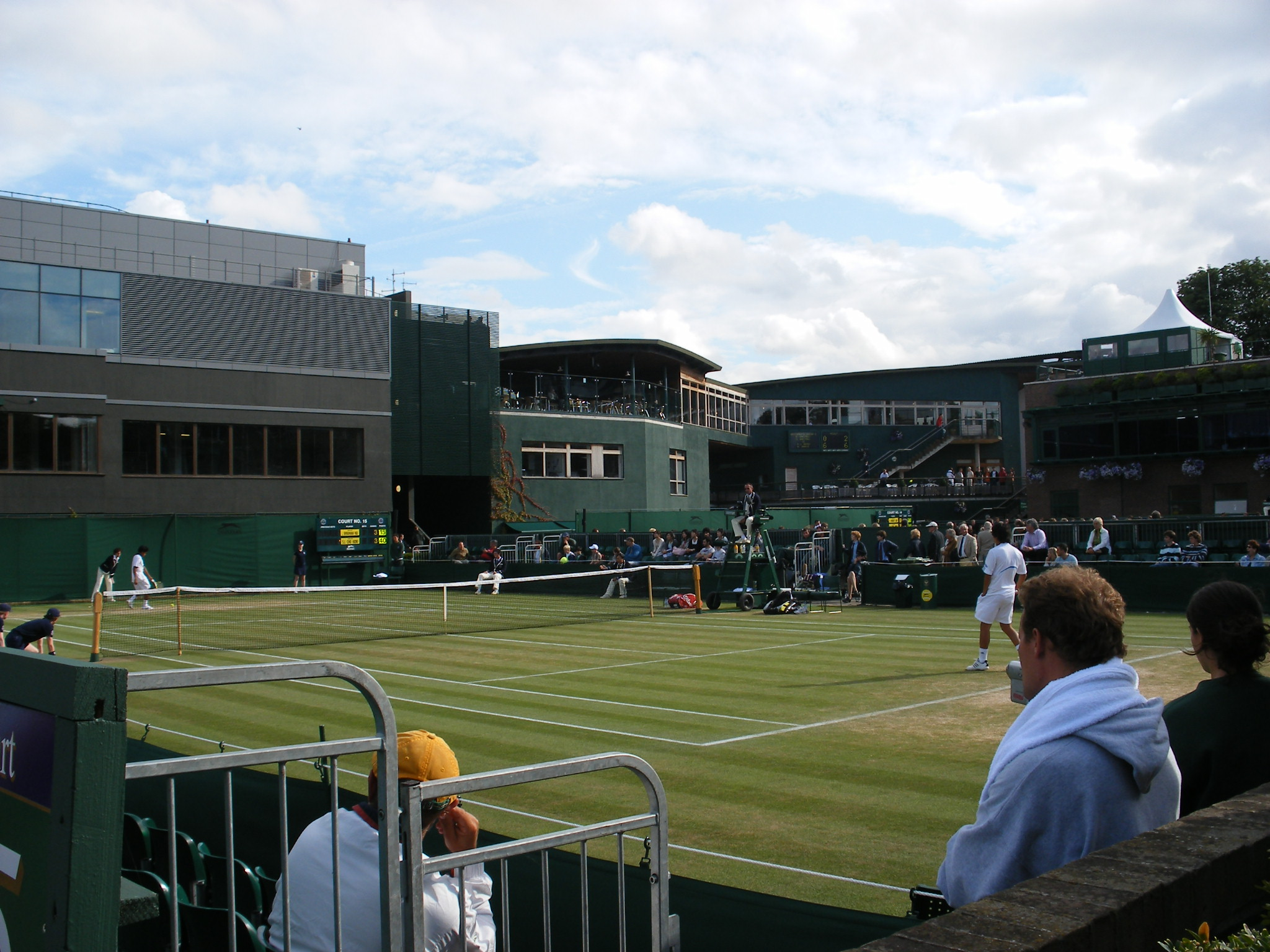
ملعب ويمبلدون 15
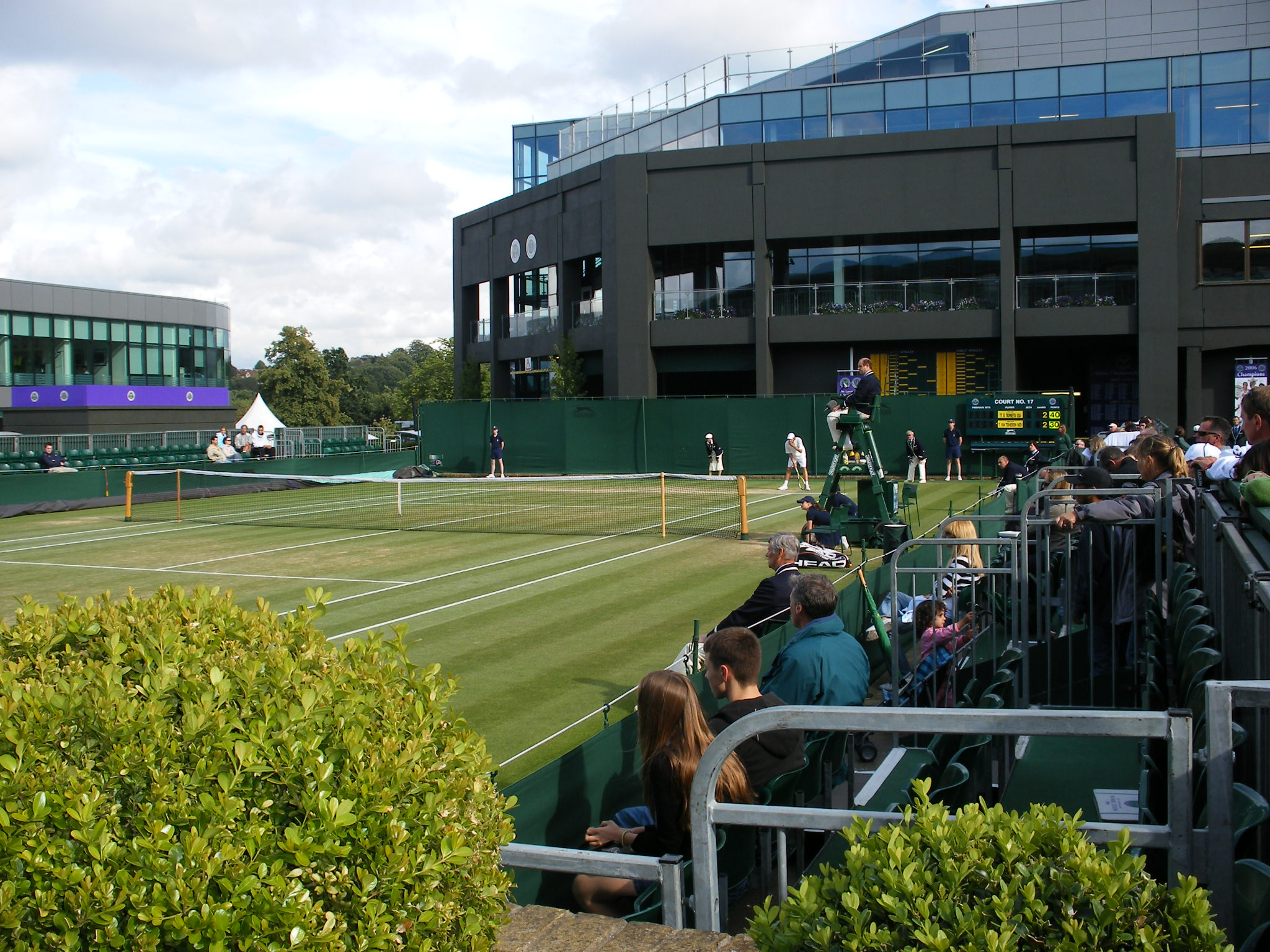
ملعب ويمبلدون 17
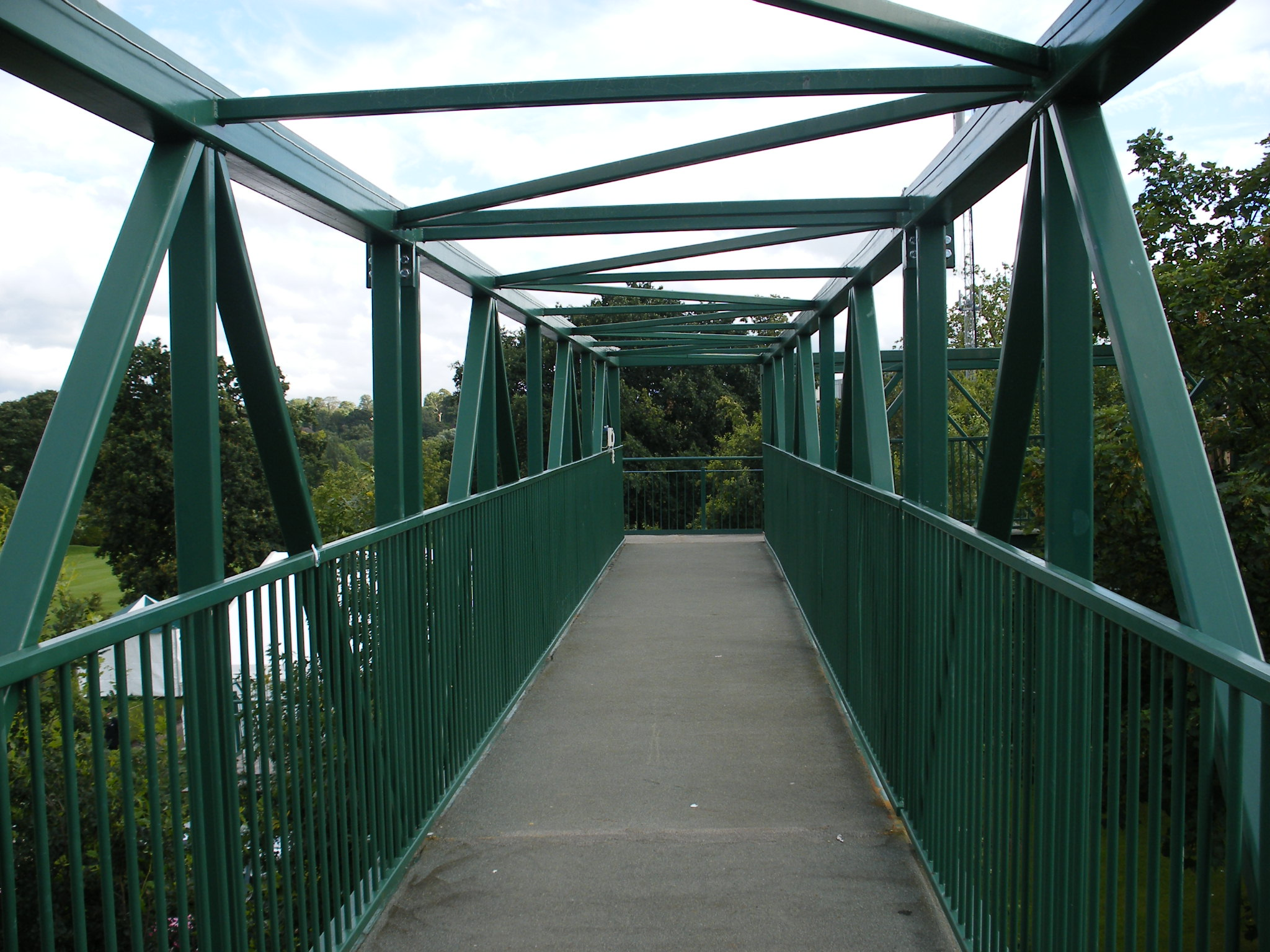
جسر الانتظار
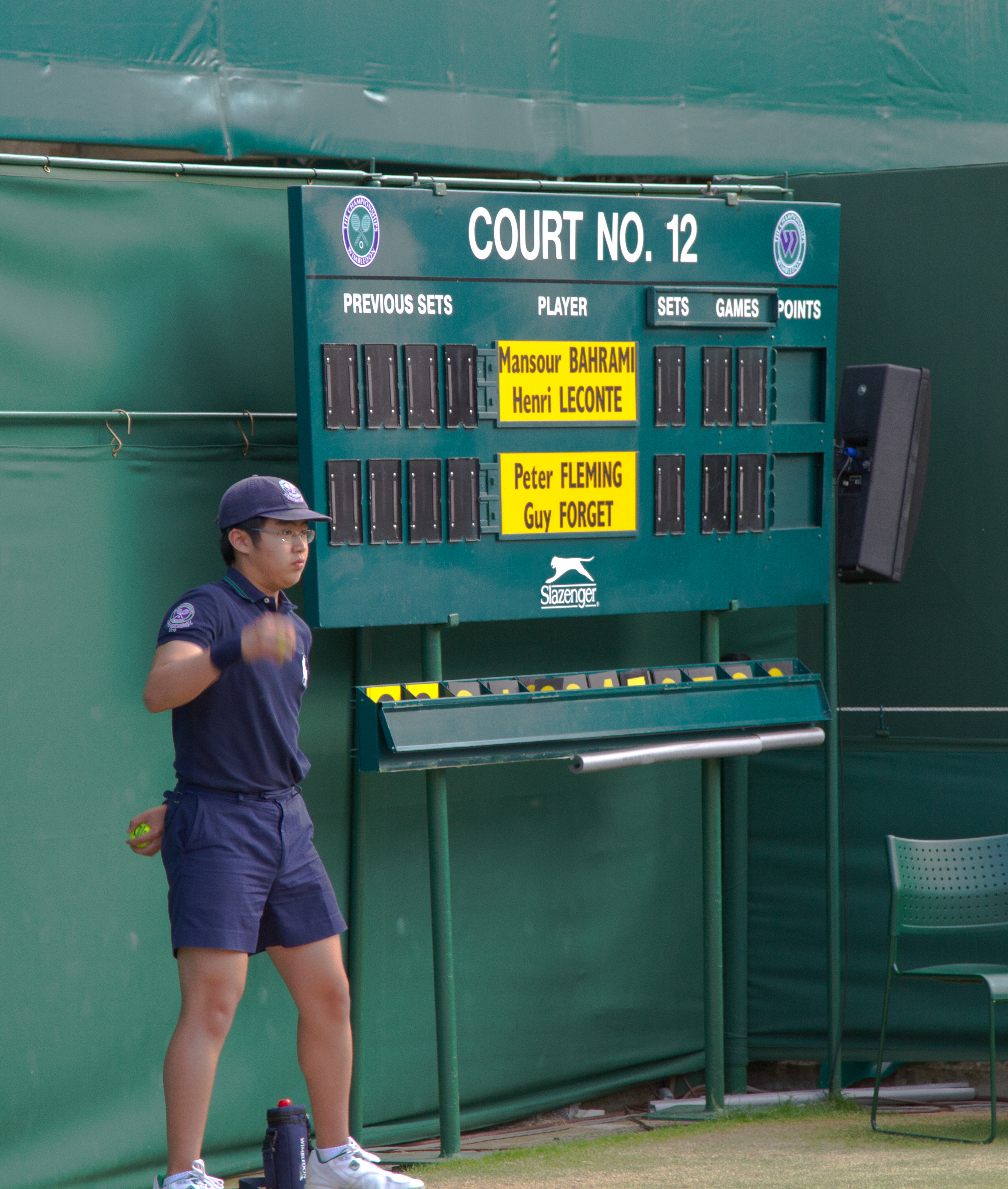
لوحة النتائج